# Massassauga

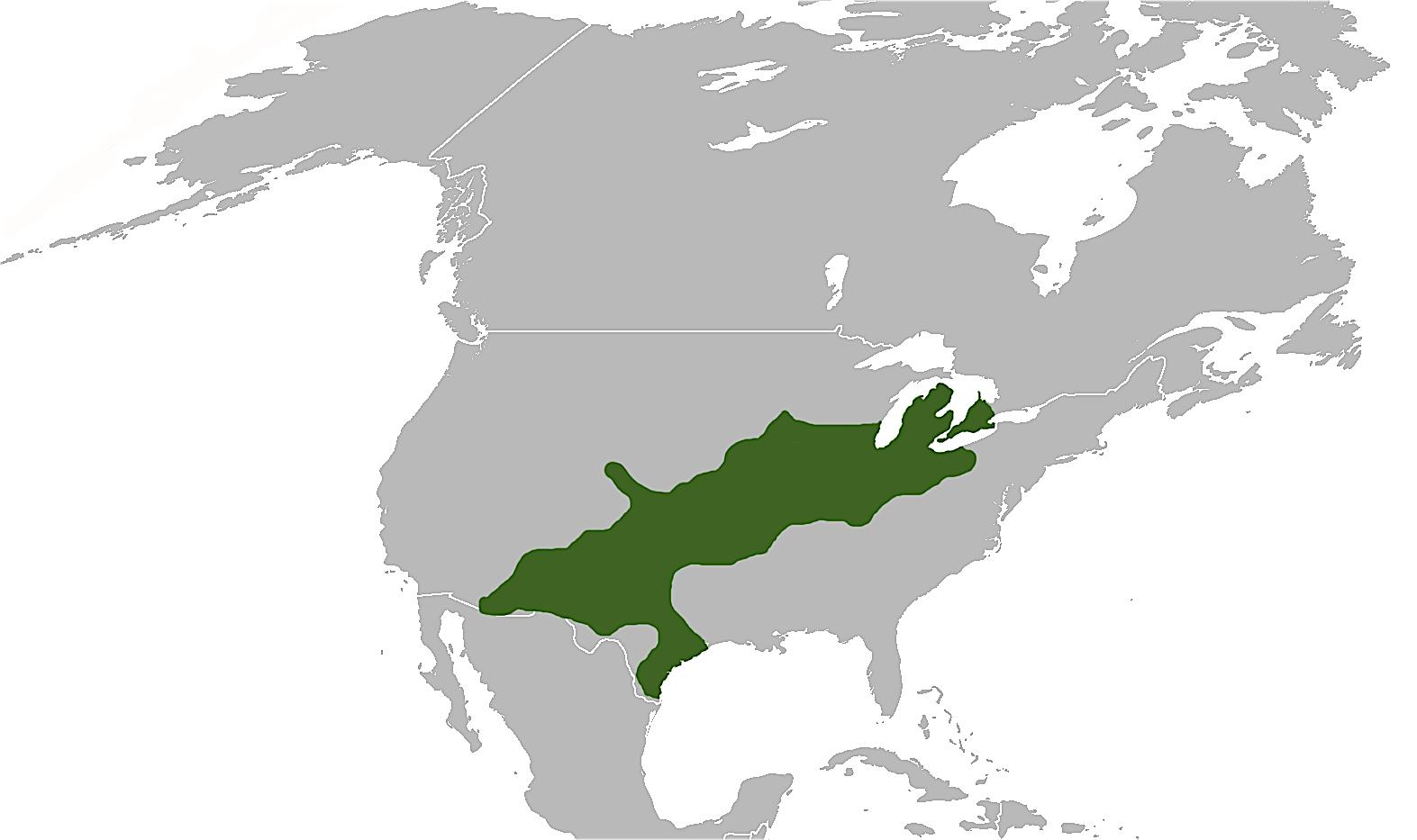
Verbreitungsgebiet der Massassauga

Die Massassauga (Sistrurus catenatus), auch Ketten-Klapperschlange, ist eine Art der Zwergklapperschlangen (Sistrurus), die in einem breiten Streifen über die zentralen Vereinigten Staaten von Amerika vom südlichen Ontario, Kanada, bis in das nördliche Mexiko verbreitet ist.

## Merkmale
Die Massassauga erreicht eine durchschnittliche Körperlänge von etwa 50 Zentimetern und wird selten bis zu einem Meter lang, wodurch sie die größte Art der Zwergklapperschlangen darstellt und auch größer wird als viele mexikanische Klapperschlangen (Gattung Crotalus). Die Grundfärbung der Schlange ist meistens braun oder grau mit einer Zeichnung aus gut erkennbaren dunkel- oder kastanienbraunen Flecken auf dem Rücken. Auf dem Nacken befindet sich ein auffälliges Fleckenpaar und auf dem Kopf zieht sich ein Schläfenband von der Schnauze über die Augen bis zu den Mundwinkeln. Vor allem im Norden des Verbreitungsgebietes können melanistische Individuen mit einem hohen Anteil schwarzer Farbpigmente vorkommen.

## Verbreitung und Lebensraum
Die Massassauga ist in einem breiten Streifen über die zentralen Vereinigten Staaten von Amerika vom südlichen Ontario, Kanada, bis in das nördliche Mexiko, südöstliche Arizona und Texas verbreitet. In Mexiko existieren zudem zwei isolierte Populationen in den Bundesstaaten Nuevo León und Coahuila.
Als Lebensraum werden eine Reihe unterschiedliche Habitate genutzt. Im Norden bevorzugt die Art vor allem sumpfige Waldgebiete während sie im südlichen Teil des Verbreitungsgebietes vor allem im Grasland zu finden ist.

## Systematik

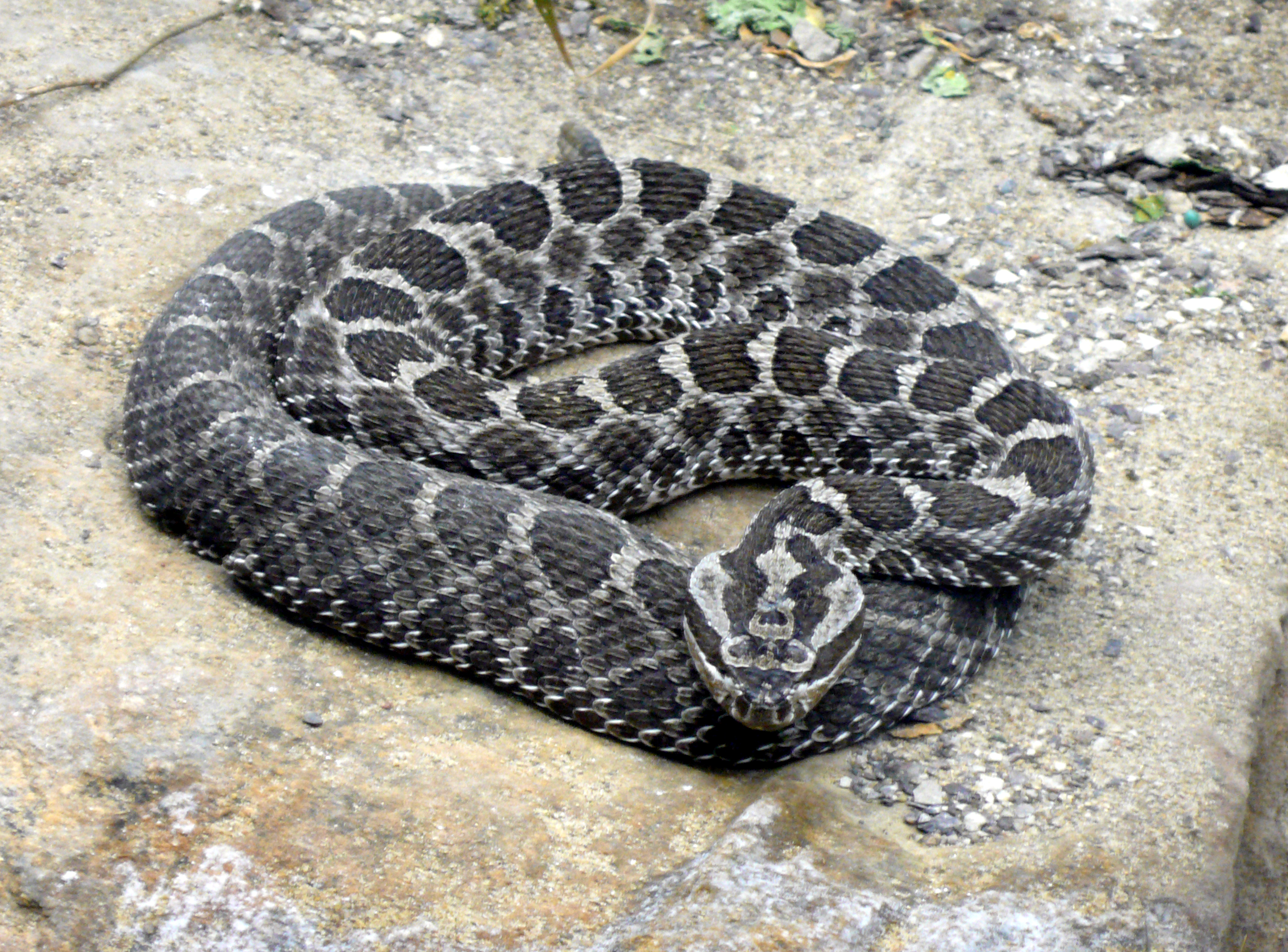
Massassauga

Die Massassauga wird derzeit in drei Unterarten aufgespalten:
- S. c. catenatus oder Östliche Massassauga im nordöstlichen Teil des Verbreitungsgebietes; sie lebt vor allem in Sumpfwäldern und ist häufig dunkler gefärbt als die anderen Unterarten
- S. c. edwardsi  (Wüsten-Massasauga) in den südlichen Bereichen des Verbreitungsgebietes inklusive Mexiko; sie ist kleiner als die anderen Unterarten und lebt in trockenen Gebieten
- S. c. tergeminus oder Westliche Massassauga im westlichen Teil des Verbreitungsgebietes in den  zentralen USA und südlich bis Texas und den Golf von Mexiko.

## Schlangengift
Das Gift der Zwergklapperschlangen entspricht in seiner Grundzusammensetzung dem der Klapperschlangen und ist wie die meisten Viperngifte hämotoxisch, es zerstört also Blutzellen und die Wände der Blutgefäße. Hämotoxine führen vor allem zu Gewebszerstörungen, inneren Blutungen und Schwellungen und sind sehr schmerzhaft, im Vergleich zu den meisten Neurotoxinen töten sie allerdings weniger schnell. Im Gegensatz zu den Giften der Klapperschlangen sind die der Zwergklapperschlangen weit weniger gut erforscht. Die Massassauga produziert nur verhältnismäßig kleine Giftmengen, die Wirkungen bestehen im Regelfall aus lokalen Schwellungen, Schmerzen und einer allgemeinen Übelkeit.